# Münevver Hancı
Münevver Hancı (* 25. Januar 2001) ist eine türkische Leichtathletin, die sich auf den Speerwurf spezialisiert hat.

## Sportliche Laufbahn
Erstmals international in Erscheinung trat Münevver Hancı beim Europäischen Olympischen Jugendfestival 2017 in Győr, bei dem sie mit einer Weite von 55,25 m die Silbermedaille gewann, wie auch bei den U18-Europameisterschaften ebendort im Jahr darauf, bei denen sie den Speer auf 56,28 m beförderte. Kurz darauf gelangte sie bei den U20-Weltmeisterschaften in Tampere bis in das Finale und belegte dort mit 48,97 m den elften Platz. Im Oktober gewann sie bei den Olympischen Jugendspielen in Buenos Aires die Bronzemedaille. 2019 nahm sie an den U20-Europameisterschaften im schwedischen Borås teil, schied dort aber mit 50,36 m in der Qualifikation aus. 2021 klassierte sie sich bei den Balkan-Meisterschaften in Smederevo mit 55,08 m den vierten Platz und gewann kurz darauf bei den U23-Europameisterschaften in Tallinn mit 57,37 m die Silbermedaille hinter der Weißrussin Aljaksandra Konschyna. 2023 gelangte sie bei den U23-Europameisterschaften in Espoo mit 49,95 m im Finale auf den zwölften Platz.
In den Jahren von 2019 bis 2021 wurde Hancı türkische Meisterin im Speerwurf.